# Tomslake
Tomslake ist eine gemeindefreie Siedlung im Westen der kanadischen Provinz British Columbia.
Tomslake liegt im Peace River Country, direkt an der westlichen Grenze der Provinz Alberta entlang des British Columbia Highway 2, südlich von Pouce Coupé, an der nördlichen Seite von Tate Creek und zum Nordwesten des Swan Lake.
Die Siedlung wurde 1939 von einer Gruppe sozialdemokratischer Flüchtlinge aus dem Sudetenland gegründet, das im Oktober 1938 infolge des Münchner Abkommens in das Deutsche Reich eingegliedert worden war, bevor im Frühjahr 1939 die Staatlichkeit der Tschechoslowakei vorläufig ganz endete; der Ort mit Eisenbahnstation, gelegen am Flüsschen Tupper Creek, hatte zuvor Tupper geheißen. Die meisten Einwohner stammten aus dem Sudetenland. Laut den Quellen kamen während des Zweiten Weltkriegs 518 Sudetendeutsche, organisiert in 152 Familien.
Der Sudeten Provincial Park und der Swan Lake Provincial Park liegen südlich der Gemeinde. Der gleichnamige See "Toms Lake" liegt etwas nördlich der Siedlung.

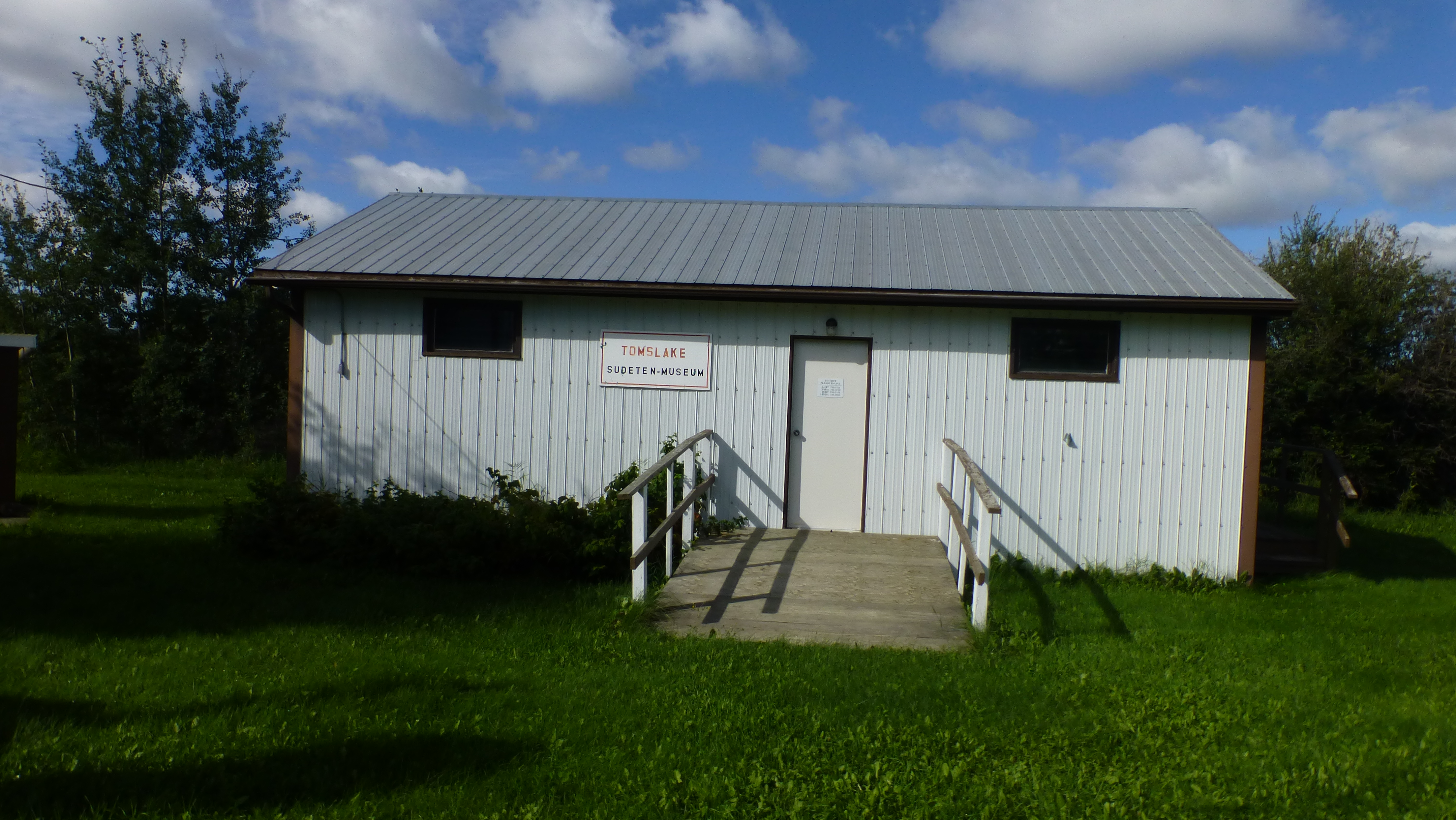
Tomslake Sudeten Museum
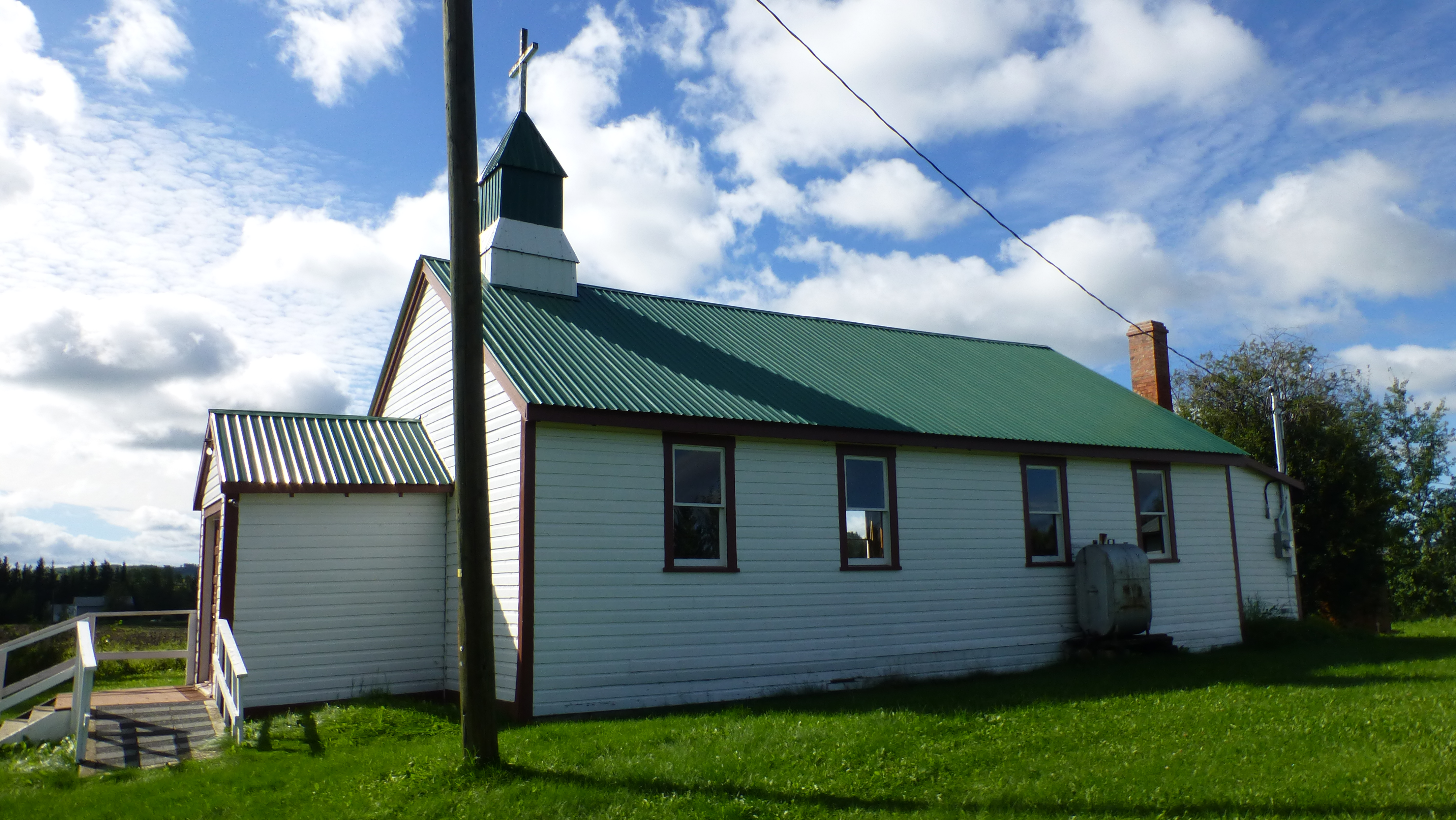
Kirche von Tomslake